# Eastman Chemical
Eastman Chemical est une entreprise de production chimique notamment de plastique. 

## Histoire
Elle est issue de la scission de Eastman Kodak en 1994.
En juillet 2012, Eastman acquiert l'entreprise américaine Solutia pour 4,8 milliards de dollars.
En septembre 2014, Eastman acquiert Taminco, issue de l'entreprise belge UCB, pour 1,8 milliard de dollars.
En octobre 2021, Synthomer annonce l'acquisition des activités adhésifs d'Eastman Chemical pour 1 milliard de dollars.

## Activités
- Additifs, solvants et polymères de spécialités.

- Produits chimiques et intermédiaires de performance.

- Plastiques spéciaux.

- Fibres d'acétate de cellulose.

## Principaux actionnaires
Au 10 avril 2020.
| The Vanguard Group                      | 10,6% |
| Dodge & Cox                             | 10,3% |
| GSO Capital Partners                    | 6,53% |
| Leucadia National -AM-                  | 5,89% |
| SSgA Funds Management                   | 4,65% |
| Putnam                                  | 4,32% |
| LSV Asset Management                    | 3,90% |
| JPMorgan Investment Management          | 3,88% |
| Regents of the University of California | 2,99% |
| Victory Capital Management -IM-         | 2,91% |